# آبشار کوپرن
آبشار کوپرن (به صربی: Kopren Waterfall) یک آبشار در صربستان است که در Dojkinci واقع شده‌است.